# Italo Montemezzi
Italo Montemezzi (ur. 4 sierpnia 1875 w Vigasio, zm. 15 maja 1952 tamże) – włoski kompozytor.

## Życiorys
Początkowo miał być inżynierem, podjął jednak studia muzyczne. Ukończył konserwatorium w Mediolanie (1900), gdzie jego nauczycielami byli Michele Saladino i Vincenzo Ferroni. Jego utworem dyplomowym było Cantico dei cantici na chór i orkiestrę, wykonane pod batutą Arturo Toscaniniego. Uprawiał prawie wyłącznie twórczość operową. Jego dzieła utrzymane są w duchu werystycznym, z widocznymi wpływami muzyki Claude’a Debussy’ego. W 1939 roku wyemigrował do Stanów Zjednoczonych i zamieszkał w Kalifornii, wrócił do Włoch w 1949 roku.

## Wybrane kompozycje
(na podstawie materiałów źródłowych)

### Opery
- Giovanni Gallurese (wyst. Turyn 1905)
- Hellera (wyst. Turyn 1909)
- L’amore dei tre re (wyst. Mediolan 1913)
- La nave (wyst. Mediolan 1918)
- La notte di Zoraima (wyst. Mediolan 1931)
- L’incantesimo (premiera w radio nowojorskim 1943, wyst. Werona 1952)

### Utwory orkiestrowe
- Paolo e Virginia (1929)
- Italia mia! (1944)